# Apolodor (revue)
 (novembre 2023).
Si vous disposez d'ouvrages ou d'articles de référence ou si vous connaissez des sites web de qualité traitant du thème abordé ici, merci de compléter l'article en donnant les références utiles à sa vérifiabilité et en les liant à la section « Notes et références ».

Apolodor ou Appollodore (arabe : أبولودور) est un magazine trimestriel syrien spécialisé en art, architecture et décoration.

## Naissance
En Syrie, le magazine a été créé en 2006 par une collaboration entre plusieurs artistes et ingénieurs syriens.
Le premier numéro apparaît en avril 2007 et connaît depuis un grand succès. Tiré à 3 000 exemplaires, le magazine est devenu la référence numéro un en Syrie.

## Siège
Le magazine a des sièges dans différentes capitales arabes : Beyrouth, Abou Dabi, et européennes : Paris, Londres, Rome, Madrid et imprime depuis peu des articles en langue française et anglaise.

## Contenu éditorial
L'art, décoration, architecture

## L’équipe dirigeante
- Rédacteur en chef : le sculpteur syrien Assif Shahin
- Assistant rédacteur en chef : Fadi Shahin
- Ingénieurs : Kinda al-Tabba, Nauras Ghoseini, Montaha al-Masis
- Vérification linguistique : Omar Amer - Omar Kojri. Georgette Saliem
- Chef de la direction financière : Shadi soliman